# Frederiksodde
Frederiksodde var fra 1651 til 1664 navnet på den fæstning, som Frederik 3. lod anlægge på Bers Odde.
To måneders belejring endte den 24. oktober 1657 hvor svenskerne under ledelse af feltmarskal og rigsadmiral Wrangel stormede den ikke færdiggjorte fæstning, som måtte overgive sig efter mindre end to timers kamp. Mere end 1.000 mand faldt, resten taget til fange, og blandt disse den sårede rigsmarsk Anders Bille. Han døde et par uger senere i svensk fangenskab.
I 1664 fik fæstningen navnet Fredericia.

## Kommandanter
- Anders Bille (1600-1657)
- Erik Frederiksen Quitzow (1616-1678).[1][2]
- Georg Møller.[3]
- Mogens Nielsen Krag (1625-1676)